# Pintas Tuo
Pintas Tuo is een bestuurslaag in het regentschap Tebo van de provincie Jambi, Indonesië. Pintas Tuo telt 2124 inwoners (volkstelling 2010).